# De 7 schaken
De 7 schaken is het tweehonderdnegenentwintigste stripverhaal uit de reeks van Suske en Wiske. Het is gemaakt door Paul Geerts.
Het is gepubliceerd in De Standaard en Het Nieuwsblad van 29 november 1994 tot en met 6 juni 1995. De eerste albumuitgave in de Vierkleurenreeks was op 14 september 1995, met nummer 245.

## Locaties
- Antwerpen op de Grote Markt, aan Het Steen, aan de Schelde met de rivierbocht aan Sint-Anneke, de Bloedberg en het Vleeshuis
- De Seefhoek, waar Willy Vandersteen opgroeide, met het Stuivenbergplein waar zijn geboortehuis staat, de August Sniedersstraat waar hij als jonge knaap woonde, het Sint-Eligiusinstituut in de Van Helmontstraat aan ’t Schijnpoort waar hij school liep en de Sint-Willebrorduskerk in de Kerkstraat
- De radarboot in Hoboken

## Personages
- Hoofdrolspelers: Suske, Wiske met Schanulleke, tante Sidonia, Lambik, Jerom, professor Barabas, Krimson
- Cameo's: Willy Vandersteen, Paul Geerts, Sus en Anna (de ouders van Vandersteen)
- Nevenpersonages: Chareltje van de Walle van den Dam, broeder Nestor, Mie Pladijs, meneer de gardevil, Schele, Neus, Zwarte Jef, dikke Mit, kaarsenaansteker, Silvius Brabo (wapenmaker van Julius Caesar), Druon Antigoon, Joke, schipper, notaris (vader van Barabas), de godin Minerva

## Het verhaal

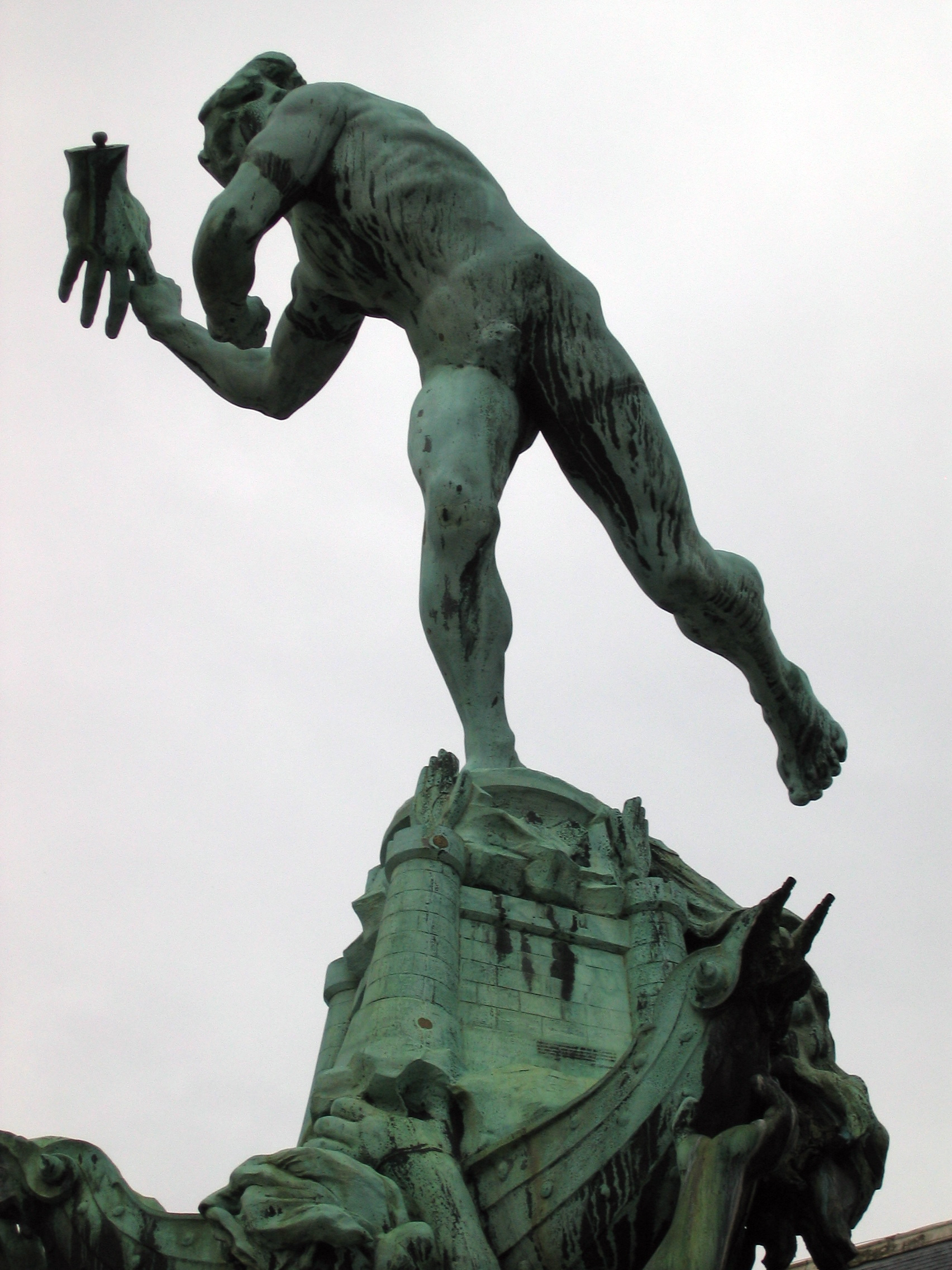
Beeld van Brabo en Antigoon op de Grote Markt in Antwerpen

Lambik verliest voor de zevende maal een potje schaak. Suske vertelt dat dit de "zeven schaken" genoemd wordt. Wiske vertelt dat ze over de geschiedenis van Antwerpen en de Romein Brabo en de reus Antigoon leest, dit wordt ook de Zeven Schaken genoemd. De Zeven Schaken waren zeven dappere jongelingen die in de Buurt van Het Steen bij de Schelde woonden. Ze heetten Bode, Aleyns, Hoboken, Wilmars, Volckaert, Spapen en Impelgem. De reus dwong iedere passant hem geld te geven, als ze dat niet deden hakte hij de hand af en gooide deze in de Schelde. Brabo hakte de hand van de reus af en gooide deze in de Schelde, hiervan kwam de naam Handwerpen. De zeven dapperen werden door Brabo in de adelstand verheven en nog altijd zijn het de oudste adellijke geslachten van Antwerpen. Tante Sidonia stelt voor om naar Antwerpen te gaan om plekken te bezoeken die met hen te maken hebben.
De vrienden bezoeken het geboortehuis van Willy Vandersteen en tante Sidonia laat een plattegrond zien waarop alle plekken staan die ze zullen bezoeken. Ze volgen de plekken uit de jeugd van Willy Vandersteen en bezoeken de plek waar hij knikkerde en zondags naar de mis ging. Ook zien ze waar hij de Guldensporenslag na vocht met houten zwaarden en Suske roept dat hij Jan Breydel zou zijn als hij in die tijd had geleefd. Lambik wilde Pieter de Coninck zijn en tante Sidonia trakteert iedereen op een ijsje. De vrienden worden de hele dag al achtervolgd door een geheimzinnige man en deze is in het huis van tante Sidonia. Hij geeft de vrienden een vloeistof waarmee dromen werkelijkheid worden en de vrienden gaan zeventig jaar terug in de tijd. Ze komen in de Seefhoek in het jaar 1925 en lopen met een kar door de Burgerwelzijn-steeg. Tante Sidonia heeft een huisje gehuurd en met vier kinderen (Lambik en Jerom zijn ook kind geworden) heeft tante Sidonia het niet makkelijk.
De kinderen zien hoe Willy Vandersteen de kruistochten en Godfried van Bouillon met krijtjes op de stoep tekent. Jerom helpt Willy in een ruzie en de vrienden mogen dan in zijn bende “intreden”. De kinderen krijgen les over de kruistochten en Willy Vandersteen droomt weg en krijgt op zijn kop omdat hij zoveel fantasie heeft. Krimson zit ook op de school en zorgt ervoor dat Lambik straf krijgt van broeder Nestor. Professor Barabas wil ook graag in de bende toetreden en Willy vraagt zich af of ze niet te min voor hem zijn, omdat zijn vader notaris is. Professor Barabas zegt dat hij zich niks aantrekt van de mening van zijn vader en mag meedoen. De kinderen gaan de Schoolplak aanvallen en laten hun wapens zegenen in de Sint-Willebrorduskerk onder leiding van Lambik. Dan begint het gevecht met de andere straatbende en Wiske ziet dit en helpt de jongens.
De vader van professor Barabas ziet de jeugd en neemt zijn zoon mee naar huis. Wiske vertelt thuis dat ze op school les heeft gehad over Minerva, de godin van de wijsheid en kennis en beschermster van kunsten, wetenschappen en handwerk. Later werd ze met Griekse Athena vereenzelvigd en werd ze krijgsgodin en schutspatrones van Rome. Suske vertelt dat Julius Caesar de Belgen de dapperste van alle Galliërs vond. Wiske droomt 's nachts over de godin Minerva die uit het water tevoorschijn komt en naar de Grote Markt gaat. Ze blijft staan bij het standbeeld van Brabo en verlangt naar hem en besluit hem zeven nieuwe edelen te geven om opnieuw de strijd aan te gaan met de reus. De volgende dag horen de vrienden dat het standbeeld van Brabo en Antigoon is verdwenen en de kinderen gaan kijken. Tante Sidonia haalt hen op van de markt, maar Lambik gaat er met Willy vandoor. Beide jongens kijken naar de dokwerkers en Lambik krijgt jenever van dikke Mit.
Een kaarsenaansteker noemt de jongens sinjoor en vertelt dat dit van het Spaanse señor afstamt. Een echte sinjoor is in Antwerpen geboren uit Antwerpse ouders, iemand anders heet een Pagadder. Dan zien de jongens de naakte Brabo en nemen hem mee richting Hoboken naar een schuit aan de Schelde. Willy gaat met Lambik naar het atelier van zijn vader die beeldhouwer is en aan praalwagens voor de stoeten in Antwerpen werkt, er staan koffers met toneelkostuums. Willy krijgt straf van zijn vader en Lambik komt midden in de nacht in Romeinse kleding bij tante Sidonia. Hij vertelt het hele verhaal en de jonges gaan de volgende dag op pad om de kleren naar Brabo te brengen. Krimson hoort hoe de jongens aan Barabas uitleggen wat er aan de hand is en hij volgt ze. Jerom en Willy ontdekken Krimson en sturen hem met een bootje het water op. De jongens bouwen een val en Krimson valt hierin. Daarna valt een agent in de val en hij achtervolgt Krimson een tijdje.
Tante Sidonia brengt eten naar Brabo. Ze ziet hem met Minerva in de boot, Wiske wacht buiten en wordt neergeslagen door Krimson. Tante Sidonia draagt Wiske naar huis en iedereen hoort dat Krimson haar heeft neergeslagen. De vader van Willy kapt ornamenten bij een huis en ziet de jongens lopen, hij wil dat ze zijn gereedschap naar huis zullen brengen. Krimson saboteert de kar en de vrienden achtervolgen hem richting de Bloedberg. In de buurt van het Vleeshuis zijn Scheve en Neus aan het vechten om Joke en Lambik wordt geraakt door een emmer. Krimson komt in het Steen en ziet daar Antigoon, hij stelt de reus voor te gaan samenwerken om Brabo te verslaan. Krimson wil in de bocht van Sint-Anneke boten onderscheppen en als de schipper van de eerste boot weigert te betalen komt de reus in actie. De boot zinkt en al snel wordt het nieuws bekend in Antwerpen.
De vrienden halen professor Barabas, en terwijl het niet mag van zijn vader gaat hij toch met de groep jongens mee. Tante Sidonia gaat met alle kinderen naar de raderboot en ze vertellen Brabo wat er gebeurt met boten op de Schelde. De zeven jongeren zeggen dat zij de reus zullen verslaan en knappen een toogboot op in hun schoolvakantie. Ze varen op de rivier en als Krimson aan boord komt en vuurpijlen afschiet lukt hun plan. Als Antigoon de boot nadert laten ze met een reuzenblaasbalg lampzwart in het water en hierdoor ziet de reus niks meer. Ze verslaan de reus met stenen aan een lier en de reus valt op de oever van de Schelde. Krimson ziet dat hij heeft verloren en gaat naar de raderboot, hij begint een gevecht met Brabo. Dan komt een menigte aangelopen en Krimson gaat ervandoor. De menigte draagt Brabo in een triomftocht van Hoboken naar Antwerpen. Brabo hakt de hand van de reus af en werpt deze in de Schelde, waarna Minerva verschijnt. Brabo en de reus zullen hun plek op het standbeeld weer innemen en tante Sidonia mag met de held meerijden op de wagen. De vrienden komen weer bij en dan vertrekt de geheimzinnige figuur. Het blijkt Paul Geerts te zijn, die hen de jeugdjaren van hun geestelijk vader heeft doen beleven.

## Trivia
- Dit verhaal verwijst naar gebeurtenissen uit Vandersteens eigen jeugd. Een aantal scènes zijn rechtstreeks gebaseerd op anekdotes uit Vandersteens kinderjaren, onder meer dat hij wielerwedstrijden op straat tekende, leraars hem zeiden dat hij "met tekenen en schrijven nooit zijn brood zou verdienen", op kruistocht wilde gaan en met zijn vrienden naar een kerk ging om hun wapens te laten zegenen.
- Sidonia wordt hier weer even "tante Sidonie" genoemd, zoals in de oudst uitgebrachte verhalen uit de serie. Het taalgebruik van de personages was hier toen nog veel regionaler gekleurd.
- Lambik roept hier “Seefhoek vooruit”, net als Suske in de originele teksten van Het eiland Amoras.
- Suske verklaart dat hij de reus Antigoon niet kent, maar wel zijn over-over-overgrootvader Sus Antigoon.
- Willy Vandersteen roept “Heilige Steenweg”, zoals eerder al in De belhamel-bende (1982). In werkelijkheid schijnt hij deze krachtterm inderdaad vaak gebruikt te hebben.
- Het verhaal gaat ook over de geschiedenis van Antwerpen en de legende over Silvius Brabo en Druon Antigoon.
- De Schele en De Neus zijn figuren uit poppentheater Poesje, dit theater komt ook voor in het album De poppenpakker.